# Pagentan (Pagentan)
Pagentan is een bestuurslaag in het regentschap Banjarnegara van de provincie Midden-Java, Indonesië. Pagentan telt 4074 inwoners (volkstelling 2010).